# Daughter Angele
Daughter Angele er en amerikansk stumfilm fra 1918 af William C. Dowlan.

## Medvirkende
- Pauline Starke som Angele
- Walt Whitman som Anthony Brenton
- Eugene Burr som Frank Chumnige
- Philo McCullough som Bob Fortney
- Lule Warrenton som Mrs. Chumnige